# Marian Żelazek
Marian Żelazek (ur. 30 stycznia 1918 w Palędziu koło Poznania, zm. 30 kwietnia 2006 w Puri w Indiach) – polski duchowny rzymskokatolicki, werbista, więzień obozów koncentracyjnych KL Dachau i Mauthausen-Gusen, misjonarz niosący pomoc biednym i trędowatym w Indiach, za co był nominowany do Pokojowej Nagrody Nobla oraz sługa Boży Kościoła katolickiego.

## Życiorys
Urodził się jako siódme z szesnaściorga dzieci młynarza i gospodarza w Palędziu Stanisława Żelazka (pierwotnie Zielazka, ur. 3 maja 1885 w Palędziu, zm. 4 grudnia 1971 w Poznaniu), delegata na Polski Sejm Dzielnicowy w Poznaniu w grudniu 1918, uczestnika powstania wielkopolskiego. W 1926 jego rodzina przeniosła się ze wsi do Poznania, gdzie ojciec prowadził sklep warzywny; Marian Żelazek po ukończeniu szkoły powszechnej rozpoczął naukę w Gimnazjum Misyjnym w Górnej Grupie koło Grudziądza, a następnie, we wrześniu 1937 – nowicjat w seminarium duchownym Księży Werbistów w Chludowie koło Poznania. Dwa lata później, 4 września 1939, złożył swą pierwszą profesję zakonną.
20 maja 1940 aresztowany i osadzony w Forcie VII w Poznaniu, dwa dni później wywieziony do obozu koncentracyjnego w Dachau. Od sierpnia do grudnia 1941 – w obozie w Gusen, później ponownie w Dachau, aż do wyzwolenia obozu przez Amerykanów 29 kwietnia 1945.
Po opuszczeniu obozu wyjechał na studia teologiczne do Rzymu. Studiował w Instytucie Anselmianum. Trzy lata później, 18 kwietnia 1948 przyjął w Rzymie święcenia kapłańskie i 21 marca 1950 wysłano go do Kesramal/Sambalpur w stanie Orisa w północnych Indiach. Przez 25 lat pracował wśród Adivasów, żyjących w dżungli koczowników; m.in. w 1968 organizował placówkę misyjną w Bondamunda. Od 1 czerwca 1975 przez długie lata niósł pomoc trędowatym w leprozorium w Puri (nad Zatoką Bengalską).
Akademia Medyczna w Poznaniu 3 października 2000 przyznała mu Medal im. Karola Marcinkowskiego "za zasługi w niesieniu pomocy charytatywnej i medycznej trędowatym". W 2002 zgłoszony został przez Ruch Solidarności z Ubogimi Trzeciego Świata „Maitri” jako oficjalny kandydat do Nagrody Nobla, w tym samym roku otrzymał statuetkę "Złotego Hipolita" – nagrodę Towarzystwa im. Hipolita Cegielskiego w Poznaniu. W 2003 został odznaczony Medalem Polonia Mater Nostra Est. W 2005 otrzymał tytuł Honorowego Obywatela Miasta Poznania oraz Nagrodę imienia Sérgio Vieira de Mello, przyznawaną przez Stowarzyszenie Willa Decjusza.
W 2005 Muzeum Azji i Pacyfiku w Warszawie zorganizowało w Galerii Azjatyckiej wystawę „Ojciec Marian Żelazek SVD – polski kandydat do Pokojowej Nagrody Nobla”. Na wernisażu obecny był ks. M. Żelazek, który wcześniej ofiarował muzeum szereg eksponatów z Orissy. Muzeum wydało okolicznościowy medal pamiątkowy poświęcony o. Marianowi Żelazkowi SVD organizując zarazem cykl spotkań z autorami filmów dokumentalnych o jego działalności. W pierwszą rocznicę śmierci w 2007 w Galerii Nusantara otwarto ekspozycję „Indie Ojca Mariana Żelazka w fotografii Krzysztofa Machowskiego”. Od 2002 roku Zespół Szkół w Chludowie nosi imię Ojca Mariana Żelazka. Z kolei od 29 kwietnia 2018 roku jedno z rond w podpoznańskim Skórzewie (gdzie spoczywają dziadkowie O. Żelazka) nosi imię Ojca Mariana Żelazka.
12 października 2019 roku w Chludowie zostało otwarte Muzeum Ojca Mariana Żelazka w bliskim sąsiedztwie domu misyjnego, w którym mieszkał w latach 1937–1939. W muzeum znajdziemy między innymi zbiory ojca z Indii oraz makietę obozu koncentracyjnego w Dachau.

## Proces beatyfikacyjny
11 lutego 2018, w kościele parafialnym w Puri, abp John Barwa SVD, z archidiecezji Cuttack-Bhubaneswar przewodniczył uroczystościom rozpoczęcia na szczeblu diecezjalnym jego procesu beatyfikacyjnego. Postulatorem na szczeblu diecezjalnym został o. Thazhathuveetil Kurian SVD.